# Classe Audace (destroyer, 1913)
Pour les articles homonymes, voir Classe Audace.
La classe Audace  est une classe de destroyers construit pour la Regia Marina dans les années 1914.

## Conception
Ils étaient dérivés de la classe Indomito mais n'ont pas atteint d'excellentes performances : la décision de ne pas reproduire la classe en plus de deux unités découlait également des modestes caractéristiques démontrées.

## Description
Ces navires avaient une longueur totale de 76,1 mètres longueur hors-tout, une largeur de 7,5 mètres et un tirant d'eau de 2,6 mètres. Ils déplaçaient 780 tonnes à charge normale, et 820 tonnes à pleine charge. Leur effectif était de 70 officiers, sous-officiers et matelots.
Les Audace étaient propulsés par deux turbines à vapeur Zoelly, chacune entraînant un arbre d'hélice et utilisant la vapeur fournie par quatre chaudières White-Fosters. La puissance nominale des turbines était de 16 000 chevaux-vapeur (11 800 kW) pour une vitesse de 30 nœuds (55 km/h) en service. Ils avaient une autonomie de 1 450 milles nautiques (2 690 km) à une vitesse de 10 noeuds (18 km/h).
Leur batterie principale était composée d'un canon de 120/40 mm. La défense antiaérienne (AA) des navires de la classe Audace était assurée par 4 canons simples Ansaldo Modèle 1916 de 76/40 mm. Ils étaient équipés de 2 tubes lance-torpilles de 450 millimètres.

## Navires de la classe
Les 2 navires furent construits par le chantier naval des frères Orlando (Cantiere navale fratelli Orlando) à Livourne.
| Audace  | Cantiere navale fratelli Orlando, Livourne | 25 avril 1912 | 4 mai 1913      | 14 mars 1914 | Coulé en mer Ionienne après une collision avec le SS Brasile le 30 août 1916 |
| Animoso | Cantiere navale fratelli Orlando, Livourne | 9 mai 1912    | 13 juillet 1913 | 20 mai 1914  | Radié du service en 1921 et du registre le 5 avril 1923                      |